# Całuj mnie mocno (singel Zbigniewa Rawicza)
Całuj mnie mocno (Bésame mucho) – cover nagrany przez Zbigniewa Rawicza i wydany jako singiel przez wytwórnię Muza tj. Zakłady Fonograficzne w Warszawie (Muza).
Bolero „Bésame mucho” napisane w 1940 przez Consuelo Velázquez nagrywane było przez wielu artystów. W Polsce nagrali je, najczęściej jako tango: Mieczysław Fogg (dla Fogg Record), Henryk Rostworowski (autor polskiego tekstu), Marta Mirska, Irena Santor, Jolanta Kubicka i Violetta Villas.
Zbigniew Rawicz nagrał ten utwór pod koniec lat 40. i ukazał się on na stronie A szybkoobrotowej płyty (78 obr./min.) wydanej przez Muzę na początku działalności tej wytwórni. Płyta otrzymała numer katalogowy 1015 (numery matryc – na stronie A: Wa 132, B: Wa 137). Na naklejce płyty oryginalny tytuł zapisany jest jako: „Besa me mucho”. Polskie słowa do przeboju napisał Henryk Rostworowski.
Strona B tej płyty to tango: „Zakochany” z 1949, którego autorami byli Feliks Frachowicz i Marek Szczerbiński czyli Marek Sart. W obu utworach na tej płycie Zbigniewowi Rawiczowi towarzyszy Orkiestra Taneczna kierowana przez Piotra Szymanowskiego.

## Muzycy
- Zbigniew Rawicz – śpiew
- Orkiestra Taneczna Piotra Szymanowskiego

## Lista utworów
Strona A
1. „Całuj mnie mocno” (Besa Me Mucho) – tango

Strona B
1. „Zakochany” – tango